# قائمة الشعارات الوطنية
هذه قائمة الشعارات الوطنية لدول العالم. تم سرد الشعارات بالنسبة لبعض الدول التي ذات الاعتراف الدولي المحدود، والدول السابقة، والدول غير ذات السيادة، والأقاليم، لكن أسمائها ليست بالخط العريض.
يستخدم «شعار الدولة» لوصف نية الدولة أو دوافعها في عبارة قصيرة. على سبيل المثال، يمكن تضمينه في علم دولة أو شعار النبالة أو العملة. تختار بعض الدول عدم وجود شعار وطني.

## أ
- أفغانستان : (لا إله إلا الله، محمد رسول الله) (الشهادتان) -بالإنجليزية- (There is no god but ALLAH; Muhammad is the messenger of God. [1]

- ألبانيا:(أنت، ألبانيا، أعطني الشرف، أعطني اسم ألباني) -بالإنجليزية- (You, Albania, give me honor, give me the name Albanian)

- الجزائر : (بالشعب وللشعب) -بالإنجليزية- (By the people and for the people)[2]

- أندورا : (القوة المتحدة أقوى) -بالإنجليزية- (Strength united is stronger)[3]

- أنجويلا : الوحدة والقوة والتحمل -بالإنجليزية-Unity, Strength and Endurance

- أنغولا : (القوة الاتحاد أقوى) -بالإنجليزية- (Strength united is stronger)

- أنتيغوا وباربودا : (كل محاولة، كل تحقيق)-بالإنجليزية- (Each endeavouring, all achieving)[4]

- الأرجنتين : (في الاتحاد والحرية) -بالإنجليزية- (In Union and Liberty)[5]

- أرمينيا : (أمة واحدة، ثقافة واحدة) -بالإنجليزية- (One Nation, One Culture)[6]

- أروبا :(تتقدم دائما) -بالإنجليزية- (Always progressing)[7]

- أستراليا : لا يوجد شعار رسمي. سابقا (تقدم أستراليا)  غير رسمي (Advance Australia)[8]
- اتحاد جزر الهند الغربية: (لنعيش معا في وحدة) -بالإنجليزية- (To dwell together in unity)

- أشتورية : (بهذه الإشارة، ستدافع عن الأتقياء، بهذه الإشارة، ستهزم العدو) -بالإنجليزية- (With this sign thou shalt defend the pious, with this sign thou shalt defeat the enemy)

- أذربيجان : (أرض النار) (غير رسمية) -بالإنجليزية- (The Land of Fire) Not official
  - جمهورية أذربيجان الديمقراطية: (ما إن يُرفع العلم لن تسقط) -بالإنجليزية- (The flag once raised will never fall)

- الأزور : (يموتون كرجال أحرار خير من أن يُستعبدوا بسلام) -بالإنجليزية- (Rather die as free men than be enslaved in peace)[9]
- إقليم المحيط الهندي البريطاني: ليموريا هي مسؤوليتنا -بالإنجليزية- ليموريا is in our charge")[10]
- الأفلاق: (والاشيا متحدة من أجل الله والحرية!) -بالإنجليزية- (Wallachia united for God and freedom!)
- ألمانيا: لا يوجد شعار رسمي، يشار إليه عمومًا باسم أغنية «الوحدة والعدالة والحرية», commonly referred as: "Unity and justice and freedom"
  -  ألمانيا الشرقية (1949–1990): يا عمال العالم، اتحدوا! -بالإنجليزية- Workers of the world, unite!
  -  الإمبراطورية الألمانية (1871-1918): الله معنا -بالإنجليزية- God with us[11]
  -  ألمانيا النازية (1933–1945): شعب واحد، عالم واحد، زعيم واحد -بالإنجليزية- One People, One Realm, One Leader
- أوغندا: (من أجل الله وبلدي) -بالإنجليزية- (For God and My Country) [12]

- أوكرانيا: (الحرية، الوفاق، الخير) -بالإنجليزية- (Liberty, concord, goodness)
- أوروغواي: (الحرية أو الموت) -بالإنجليزية- (Liberty or Death)[13]
- الأردن: الله، الوطن، الملك[14]

- أوزبكستان: (القوة في العدالة) -بالإنجليزية- (The Strength is in The Justice)
- اسكتلندا: شعار السيادة: "في بلدي يدافع الله عني" و"لا أحد يستفزني دون عقاب"-بالإنجليزية- Sovereign's motto: "In My Defens God Me Defend" (Often shown abbreviated as IN DEFENS) and : :No-one provokes me with impunity"[15] آيسلندا: لا يوجد شعار رسمي.

- إندونيسيا: الوحدة في التنوع -بالإنجليزية- Unity in diversity[16]

- إيران: الاستقلال، الحرية، الجمهورية الإسلامية -بالإنجليزية- Independence, freedom, (the) Islamic Republic[17]
  - الدولة البهلوية: العدل يخدمني كما يحكم عليّ -بالإنجليزية- Justice He bids me do, as He will judge me[18]

- جمهورية أيرلندا: لا يوجد شعار رسمي. تقليديًا: أيرلندا إلى الأبد. -بالإنجليزية- Traditional: Ireland forever

- إيطاليا: لا يوجد شعار رسمي.
  - مملكة إيطاليا: نحن مرتبطون معًا بالاتفاق والدين -بالإنجليزية- We are held together by pact and by religion[19]
  -  الجمهورية الإيطالية الاشتراكية: لشرف إيطاليا -بالإنجليزية- For the honor of Italy

## إ
- إريتريا: دولة إرترݐا -بالإنجليزية-State of Eritrea
- الإمارات العربية المتحدة: (الله، الأمة، الرئيس) -بالإنجليزية- (God, Nation, President)
- إنجلترا: شعار السيادة: الرب وحقي -بالإنجليزية- Sovereign's motto: God and my right[20]
- الإكوادور: الله، الوطن، والحرية -بالإنجليزية-God, homeland, and freedom

- إستونيا: لا يوجد شعار رسمي.
- إسبانيا: أكثر بعد -بالإنجليزية- Further beyond[21]
- جمهورية أفريقيا الوسطى: الوحدة، الكرامة، العمل -بالإنجليزية- Unity, Dignity, Work[22]

- إثيوبيا: سابقا: إثيوبيا تمسك يديها بالله، مأخوذة من مزمور 68:31. حاليا: لا شيء. -بالإنجليزية- Ethiopia holds up her hands unto God. taken from Psalm 68:31.[23]
  -  الإمبراطورية الإثيوبية: أسد قاهر من سبط يهوذا -بالإنجليزية- Conquering Lion of the Tribe of Judah

## ب

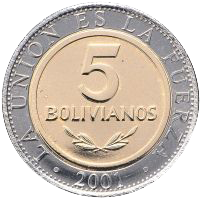
الشعار الوطني لبوليفيا (الاتحاد قوة)، مُدرج على عملات بوليفيانو.

الشعار الوطني للبرازيل، (النظام والتقدم)، مُدرج على العلم البرازيلي.

- باهاماس: إلى الأمام، إلى الأعلى، إلى الأمام معا -بالإنجليزية- Forward, Upward, Onward Together[24]

- البحرين: لا يوجد شعار رسمي.

- بنغلاديش: لا يوجد شعار رسمي. صيحة الحرب: النصر للبنغال -بالإنجليزية- "No official motto. National slogan and war cry: (Victory to Bengal).
- جمهورية البندقية: تاريخيًا (من جمهورية البندقية وجمهورية سان ماركو):(عاشت سان مارك!) -بالإنجليزية- Historical:(Long Live Saint Mark!)

- باربادوس: الكبرياء والصناعة-بالإنجليزية- Pride and Industry[25]

- بافاريا: سابقًا: «صامد في الولاء» -بالإنجليزية- formerly,(steadfast in loyalty)[26]

- بيلاروسيا: لا شعار رسمي. غير رسمي: «تحيا بيلاروسيا!». Unofficial motto is: "Long Live Belarus!"
  -  جمهورية بيلاروس الاشتراكية السوفيتية: يا عمال العالم اتحدوا! -بالإنجليزية- Workers of the world, unite!

- بلجيكا: الوحدة تعطي القوة -بالإنجليزية- Unity gives Strength)[27]

- بليز: تحت الظل أزدهر -بالإنجليزية- Under the shade I flourish)[28]

- بنين: رفقة، عدالة، عمل -بالإنجليزية- Fellowship, Justice, Labour)[29]

- برمودا: حيثما يحملنا القدر -بالإنجليزية- Whither the fates carry us)[30]

- بوتان: لا شعار رسمي.

- بيافرا: السلام والوحدة والحرية -بالإنجليزية- Peace, Unity, Freedom

- بوليفيا: الاتحاد قوة -بالإنجليزية- Unity is Strength)[31]

- البوسنة والهرسك: لا شعار رسمي.

- بوتسوانا: المطر -بالإنجليزية- (Rain)[32]

- البرازيل: النظام والتقدم -بالإنجليزية- Order and progress)[33]
  -  إمبراطورية البرازيل: الاستقلال أو الموت! -بالإنجليزية- Independence or Death!

- المقاطعة البريطانية بالقارة القطبية الجنوبية: البحوث والاكتشاف -بالإنجليزية- Research and Discovery

- برطانية: الموت ولا العار -بالإنجليزية- Rather death than dishonour)[34]

- بروناي: دائما في الخدمة بعون الله -بالإنجليزية- Always in service with God's guidance)[35]

- بلغاريا: الوحدة تصنع القوة -بالإنجليزية- Unity Makes Strength)[36]

- بوركينا فاسو: الاتحاد والتقدم والعدل -بالإنجليزية- Unity, Progress, Justice)[37]
  -  فولتا العليا: الاتحاد، العمل، العدل -بالإنجليزية- Unity, Work, Justice

- بوروندي: الاتحاد، العمل، التقدم -بالإنجليزية- Unity, Work, Progress)[38]

- باكستان: الإيمان، الوحدة، الانضباط -بالإنجليزية- Faith, unity, discipline[39]

- بالاو: جمهورية بالاو -بالإنجليزية- Republic of Palau

- بنما: لصالح العالم -بالإنجليزية-For the benefit of the world[40]

- بابوا غينيا الجديدة: الوحدة في التنوع -بالإنجليزية- Unity in Diversity[41]

- باراغواي: السلام والعدالة -بالإنجليزية- Peace and justice[42]

- بيرو: ثابت وسعيد بالاتحاد -بالإنجليزية-Steady and happy for the union

- بولندا: لا يوجد شعار رسمي. شعار غير رسمي: «من أجل حريتنا وحريتك». Unofficial motto: For our freedom and yours
  - الكومنولث البولندي الليتواني: من أجل الإيمان، والقانون، والملك -بالإنجليزية- For Faith, Law, and King

- البرتغال: لا يوجد شعار رسمي
  -  مملكة البرتغال: بهذه العلامة، عليك أن تغزو -بالإنجليزية- By this sign you shall conquer

- بروسيا: «لكل منهم» (1525-1947) -بالإنجليزية- To each his own (1525–1947)

- بورتوريكو: «جون هو اسمه». مأخوذة من ترجمة النسخة اللاتينية للإنجيل، في إشارة إلى أن اسم الجزيرة السابق كان «سان خوان» (اسم العاصمة الآن) تكريما للقديس يوحنا المعمدان.-بالإنجليزية- John is his name, Taken from the Vulgate translation of Luke 1:63, referring to the fact that the island's former name was "San Juan"[43]
- بولينزيا الفرنسية: تاهيتي الكبرى من الضباب الذهبي -بالإنجليزية- Great Tahiti of the Golden Haze

## ت
- تايوان: لا يوجد شعار رسمي.

الشعار الوطني لمملكة سيام، كما هو موضح على درع شولالونغكورن

- تنزانيا: الحرية والوحدة -بالإنجليزية- (Freedom and Unity)[44]

- تتارستان: (نستطيع!) غير رسمي -بالإنجليزية- unofficial:(We can!)

- تايلاند: غير رسمي:(الأمة، الدين، الملك) -بالإنجليزية- unofficially:(Nation, Religion, King)[45]
  - سيام (1873-1910): (الوحدة بين أولئك المتحدين تجلب النجاح والازدهار) -بالإنجليزية- (Unity amongst those uniting brings about success and prosperity)[46]

- توغو: (العمل، الحرية، الوطن) -بالإنجليزية- (Work, liberty, homeland)[47]

- توكيلاو: (توكيلاو من أجله سبحانه وتعالى) -بالإنجليزية- (Tokelau For The Almighty)[48]

- تونغا: (الله وتونغا هما ميراثي) -بالإنجليزية- (God and Tonga are my Inheritance)[49]

- ترينيداد وتوباغو: (نطمح معاً، نحقق معًا) -بالإنجليزية- (Together we aspire, together we achieve)[50]

- تريستان دا كونا: (إيماننا هو قوتنا) -بالإنجليزية- (Our faith is our strength)

- تونس: (حرية، نظام، عدالة) -بالإنجليزية- (Freedom, Order and Justice)[51]

- تركيا: لا يوجد شعار رسمي. شعار الجمعية الوطنية الكبرى لتركيا: (السيادة مملوكة للشعب دون قيد أو شرط!). Motto of the Grand National Assembly of Turkey: (Sovereignty unconditionally belongs to the people!)[52]

- تركمانستان: لا يوجد شعار رسمي.

- جزر توركس وكايكوس: لا يوجد شعار رسمي.

- توفالو: (توفالو من أجله سبحانه وتعالى) -بالإنجليزية- (Tuvalu for the Almighty)[53]
- تشاد: الوحدة، العمل، التقدم -بالإنجليزية- Unity, Work, Progress[54]

- تشيلي: من خلال العقل أو بالقوة -بالإنجليزية- Through Reason Or By Force

- التشيك: الحقيقة تسود -بالإنجليزية- Truth prevails[55]

- تشيكوسلوفاكيا (1918–1993): الحقيقة تسود -بالإنجليزية- Truth prevails
- تيمور الشرقية: الوحدة، العمل، والتقدم -بالإنجليزية-Unity, Action, and Progress[56]

## ج
- جزر العذراء الأمريكية: (متحدون في الكبرياء والأمل) -بالإنجليزية- (United In Pride And Hope)
- جزر ماريانا الشمالية: لا يوجد شعار رسمي.
- جبل طارق: لم يغزُها عدو -بالإنجليزية- Conquered by no enemy[57]
- جرينلاند: لا يوجد شعار رسمي.
- جزر العذراء البريطانية: كن حذرا -بالإنجليزية- Be watchful

- جورجيا: القوة في الوحدة -بالإنجليزية- Strength is in Unity[58]
- جيبوتي: الوحدة والمساواة والسلام -بالإنجليزية-Unity, Equality, Peace[59]
- جيرزي: لا يوجد شعار رسمي.
- جامايكا: من بين الكثيرين، شعب واحد -بالإنجليزية- Out of many, One People[60]
- الجبل الأسود: لا يوجد شعار رسمي. شعار غير رسمي: لتكن الجبل الأسود أبدية! (من النشيد الوطني). Unofficial motto: May Montenegro be eternal!  جنوب أفريقيا: الوحدة في التنوع -بالإنجليزية- Unity in Diversity[61]
  -  اتحاد جنوب إفريقيا: من الوحدة، القوة -بالإنجليزية- From Unity, Strength[62]

## د
- الدنمارك: الله والملك والوطن -بالإنجليزية-God, King and Fatherland[63]

- دومينيكا: بعد الله، الأرض -بالإنجليزية-After God, the Earth[64]

- جمهورية الدومينيكان: الله، الوطن الأم، الحرية -بالإنجليزية-God, Fatherland, Liberty[65]

## ر
- جمهورية راغوزا: الحرية لا تُباع بجميع ذهب العالم -بالإنجليزية- Freedom is not sold for all the gold in the world
- الرأس الأخضر: الوحدة، العمل، التقدم -بالإنجليزية-Unity, Work, Progress[66]

- الإمبراطورية الرومانية وسابقًا الجمهورية الرومانية: مجلس الشيوخ وشعب روما -بالإنجليزية- The Senate and people of Rome, often abbreviated SPQR

- رومانيا: سابقًا: لا شيء بدون الله. حاليا: لا شيء. -بالإنجليزية- Formerly: Nothing without God. Currently none.

- روسيا: لا يوجد شعار رسمي. غير رسمي: إلى الأمام روسيا . Unofficial motto - Forward, Russia!
  -  الإمبراطورية الروسية: للإيمان، للقيصر والوطن. الله معنا! -بالإنجليزية- For Faith, for the Tsar and the Motherland. God is with us!
  -  الاتحاد السوفيتي: يا بروليتاريين من جميع الأمم، اتحدوا! -بالإنجليزية- Proletarians of all nations, unite!

- رواندا: الوحدة، العمل، الوطنية -بالإنجليزية- Unity, Work, Patriotism[67]

## ز
- زائير: (السلام - العدالة - العمل) -بالإنجليزية- (Peace — Justice — Work)[68]

- زامبيا: (زامبيا واحدة، أمة واحدة) -بالإنجليزية- (One Zambia, One Nation)[69]

- زيمبابوي: (الوحدة والحرية والعمل) -بالإنجليزية- (Unity, Freedom, Work)[70]
  -  روديسيا: (قد تكون جديرة بهذا الاسم) -بالإنجليزية- (May she be worthy of the name)

- زنجبار: (زنجبار من أجل إفريقيا - زنجبار من أجل العالم) -بالإنجليزية- (Zanzibar for Africa — Zanzibar for the world)

## س
- سانت هيلانة: مخلص ولا يتزعزع -بالإنجليزية- Loyal and unshakeable

- سانت كيتس ونيفيس: الدولة فوق النفس -بالإنجليزية- Country Above Self[71]

- سانت لوسيا: الأرض، الناس، النور -بالإنجليزية- The land, the people, the light[72]

- سانت فينسنت والغرينادين: السلام والعدل -بالإنجليزية- Peace and justice[73]

- ساموا: الله مؤسس ساموا -بالإنجليزية-God be the Foundation of Samoa[74]
- ساموا الأمريكية : (الله أولا) -بالإنجليزية- (God is First)[75]

- سان مارينو: حرية -بالإنجليزية- Liberty[76]

- ساو تومي وبرينسيب: الوحدة النظام العمل -بالإنجليزية- Unity, Discipline, Work[77]

- مملكة سراوق: بينما أتنفس، آمل -بالإنجليزية- While I breathe, I hope[78]

- السعودية: لا إله إلا الله محمد رسول الله -بالإنجليزية- There is no God other than ALLAH and Muhammad is the Messenger of God[79]

- السنغال: شعب واحد، هدف واحد، إيمان واحد -بالإنجليزية- One people, one goal, one faith[80]

- سيشل: النهاية تتوج العمل -بالإنجليزية- The end crowns the work[81]

- سيراليون: الوحدة، الحرية، العدالة -بالإنجليزية- Unity, freedom, justice[82]
- ساحل العاج: الاتحاد، النظام، العمل -بالإنجليزية- Unity, Discipline, Labor[83]

- سنغافورة: للأمام سنغافورة -بالإنجليزية- Onward Singapore[84]

- سينت مارتن: تتقدم دائما -بالإنجليزية- Always progressing[7]
- السلفادور: الله، الاتحاد، الحرية -بالإنجليزية- God, Union, Liberty[85]

- سلوفاكيا: سابقا (1918-1939 و1945-1993): «الحقيقة تسود» و (1939-1945): «مؤمنون بأنفسنا، معا للأمام!»). حاليا لا يوجد شعار رسمي. -بالإنجليزية- Formerly (1918-1939 and 1945-1993): "Truth prevails" and (1939-1945): "Faithful to Ourselves, Together Ahead!"). Currently no official motto.

- سلوفينيا: لا شعار رسمي .

- جزر سليمان: لتقود يجب أن تخدم -بالإنجليزية-To lead is to serve[86]

- سريلانكا: لا شعار رسمي.

- السودان: النصر لنا -بالإنجليزية- Victory is Ours)[87]
- السويد: لا شعار رسمي. الشعار الملكي لكارل السادس عشر جوستاف: للسويد على مدى الأزمان -بالإنجليزية- No official national motto. Royal motto of Carl XVI Gustaf: For Sweden - with the times[88]

- سورينام: العدل - التقوى - الولاء -بالإنجليزية- Justice, piety, loyalty[89]

- سوازيلاند: نحن الحصن -بالإنجليزية- We are the fortress[90]

- سويسرا: الفرد للجميع، والجميع للفرد -بالإنجليزية- One for all, all for one.

- سوريا: سابقا وحدة، حرية، اشتراكية
- سكسونيا السفلى: دائمًا فكرة جيدة -بالإنجليزية- always a good idea[91]

## ص
- صربيا: غير رسمي: الوحدة وحدها تنقذ الصرب -بالإنجليزية- Unofficial: Only unity saves the Serbs
- الصومال: لا شعار رسمي.

## ط
- طاجيكستان: لا يوجد شعار رسمي.

## ع
- العراق: الله أكبر -بالإنجليزية- God is the Greatest[92]

## غ
- الغابون: الاتحاد، العمل، العدالة -بالإنجليزية-Union, Work, Justice[93]

- غامبيا: التقدم والسلام والازدهار -بالإنجليزية-Progress, Peace, Prosperity[94]

- غانا: الحرية والعدالة -بالإنجليزية- Freedom and Justice[95]

- غرينادا: ندرك دائمًا أننا نطمح إلى الله ونتقدم كشعب واحد -بالإنجليزية- Ever Conscious of God We Aspire, and Advance as One People[96]

- غوام: لا شعار رسمي.

- غواتيمالا: تنمو حرة وخصبة -بالإنجليزية- Grow Free and Fertile[97]

- غيرنزي: لا يوجد شعار رسمي.

- غينيا: العمل، العدالة، التضامن -بالإنجليزية- Work, Justice, Solidarity[98]

- غينيا بيساو: الوحدة، النضال، التقدم -بالإنجليزية- Unity, Struggle, Progres[99]

- غويانا: شعب واحد، أمة واحدة، مصير واحد -بالإنجليزية- One People, One Nation, One Destiny[100]
- غينيا الاستوائية: الوحدة، السلام، العدالة -بالإنجليزية-Unity, Peace, Justice

## ف
- فانواتو: (لله نحن نقف) -بالإنجليزية- (In God we stand)[101]

- الفاتيكان: لا يوجد شعار رسمي. الشعار الشخصي للبابا فرانسيس: (بإعطاء الرحمة وبالاختيار). Pope Francis' personal motto: (By Giving mercy and by choosing)[ا]

- فنزويلا: (الله والاتحاد) -بالإنجليزية- (God and Federation)
- الفلبين: لله، للناس، للطبيعة وللبلد") -بالإنجليزية- For God, for the people, for nature and for the country[103]
  - الجمهورية الفلبينية الرابعة: «دولة واحدة، روح واحدة». ألغيت بعد الثورة الفلبينية 1986. -بالإنجليزية- One Country, One Spirit [104]

- فيتنام: (الاستقلال والحرية والسعادة) -بالإنجليزية- (Independence, Freedom and Happiness)
  -  فيتنام الجنوبية: من 1954-67: (الوطن، الشرف، المسؤولية)؛ من 1967-75: (الوطن، العدل، النزاهة) -بالإنجليزية- From 1954-67: (Fatherland, Honor, Responsibility) From 1967-75: (Fatherland, Justice, Integrity))
- جزر فوكلاند: رغبة الحق -بالإنجليزية- Desire the Right
- جزر فارو: لا يوجد شعار رسمي.
- فيجي: اتقِ الله واحترم الملكة -بالإنجليزية- Fear God and honour the Queen[105]
- فنلندا: لا يوجد شعار رسمي.
  -  جزر أولاند: جزر السلام -بالإنجليزية- Islands of Peace
- فرنسا: الحرية، المساواة، الأخوة -بالإنجليزية- Liberty, Equality, Brotherhood[106]

## ق
- قرغيزستان: لا شعار رسمي.
- جزر القمر: الوحدة، التضامن، التنمية -بالإنجليزية-Unity, Solidarity, Development

- قبرص: لا يوجد شعار رسمي.

- قبرص الشمالية: لا يوجد شعار رسمي.

## ك
- كازاخستان: لا يوجد شعار رسمي.

شعار كيريباتي: الصحة والسلام والازدهار

- كينيا: الكل يجتمعون معًا -بالإنجليزية- All pull together
- الولايات الكونفدرالية الأمريكية: مع الله حامينا -بالإنجليزية- With God as our defender[107]

- كيريباتي: الصحة والسلام والازدهار -بالإنجليزية- Health, Peace and Prosperity[108]

- كوريا الشمالية: لا يوجد شعار رسمي. غير رسمي: أمة قوية ومزدهرة -بالإنجليزية- No official motto. unofficial: Powerful and Prosperous Nation

- كوريا الجنوبية: لا يوجد شعار رسمي. غير رسمي: لإفادة الإنسانية كلها/ الإخلاص لرفاهية الإنسان. unofficial: To broadly Benefit Humanity/Devotion to Human Welfare[109]

- كوسوفو: الشرف، الواجب، الوطن -بالإنجليزية- Honour, Duty, Homeland

- الكويت: لا شعار رسمي.
- كاليدونيا الجديدة: أرض الكلام، أرض المشاركة -بالإنجليزية- Land of speech, land of sharing
- كمبوديا: (الدولة الدين الملك) -بالإنجليزية- (Nation Religion King)[110]

- الكاميرون: السلام، العمل، الوطن -بالإنجليزية- Peace, Work, Fatherland[111]

- كندا: من البحر إلى البحر -بالإنجليزية- From sea to sea[112]

- جزر الكناري: المحيط -بالإنجليزية- Ocean[113]
- كولومبيا: الحرية والنظام -بالإنجليزية- Freedom and order
- جزر كوك: لا يوجد شعار رسمي.

- كوستاريكا: يحيا العمل والسلام -بالإنجليزية- Long live work and peace

- كرواتيا: لا يوجد شعار رسمي.

- كوبا: الوطن أو الموت -بالإنجليزية- Fatherland or death[114]
- جزر كايمان: أسسها في البحار -بالإنجليزية-He hath founded it upon the seas[115]
- جمهورية الكونغو الديمقراطية: العدالة والسلام والعمل -بالإنجليزية- Justice, Peace, Work[116]

- جمهورية الكونغو: الوحدة، العمل، التقدم -بالإنجليزية- Unity, Work, Progress[117]

## ل
- لاوس: السلام والاستقلال والديمقراطية والوحدة والازدهار -بالإنجليزية-Peace, independence, democracy, unity and prosperity[118]

- لاتفيا: من أجل الوطن والحرية -بالإنجليزية- For Fatherland and Freedom

- لبنان: كلنا للوطن، للعلا، للعَلَم -بالإنجليزية-We are all for the Country, the Sublime and the Flag[119]

- ليسوتو: سلام، مطر، رخاء -بالإنجليزية- Peace, Rain, Prosperity[120]

- ليبيريا: حب الحرية جعلنا هنا -بالإنجليزية-The love of liberty brought us here[121]

- ليختنشتاين: من أجل الله، الأمير، الوطن -بالإنجليزية- For God, Prince and Fatherland

- ليتوانيا: الحرية، الوحدة، الازدهار -بالإنجليزية- Freedom, Unity, Prosperity[122]

- لوكسمبورغ: نريد أن يبقى ما نحن عليه -بالإنجليزية- We wish to remain what we are[123]

## م
- المملكة المتحدة: لا يوجد شعار رسمي. شعار السيادة: (الله وحقي) في إنجلترا وويلز وأيرلندا الشمالية، (في بلدي الله يدافع) في اسكتلندا.[124] Sovereign's motto:(God and my right) in England, Wales and Northern Ireland; (In My Defens God Me Defend) in Scotland.
- مدغشقر: الحب، أرض الأجداد، التقدم -بالإنجليزية- Love, Ancestral-land, Progress[125]

- ماديرا: من بين الجزر، الأكثر جمالًا وحرية -بالإنجليزية- Of the Islands, the Most Beautiful and Free[9]

- مالاوي: الوحدة والحرية -بالإنجليزية- Unity and Freedom

- ماليزيا: الاتحاد قوة -بالإنجليزية- unity is strength[126]

- جزر المالديف: الدولة المحلديبية -بالإنجليزية- State of the Mahal Dibiyat

- مالي: شعب واحد، هدف واحد، إيمان واحد -بالإنجليزية- One people, one goal, one faith [127]

- مالطا: القوة والاتساق -بالإنجليزية- Strength and consistency[128]

- جزر مارشال: الإنجاز من خلال الجهد المشترك -بالإنجليزية- Accomplishment (Achievement) through Joint Effort[129]

- موريتانيا: الشرف، الأخوة، العدالة -بالإنجليزية- Honor, Fraternity, Justice[130]

- موريشيوس: نجمة ومفتاح المحيط الهندي -بالإنجليزية- Star and key of the Indian Ocean[131]

- المكسيك: الوطن أولا -بالإنجليزية- The Homeland is First

- ميكرونيسيا: السلام والوحدة والحرية -بالإنجليزية-Peace, Unity, Liberty[132]

- مولدوفا: لغتنا كنز -بالإنجليزية- Our Language is a Treasure

- موناكو: بعون الله -بالإنجليزية- God's help[133]
- مصر: لا يوجد شعار رسمي

- منغوليا: لا يوجد شعار رسمي.

- مونتسرات: شعب متميز، مقولب بالطبيعة، برعاية الله -بالإنجليزية- A people of excellence, moulded by nature, nurtured by God

- المغرب: الله، الوطن، الملك. شعار السيادة: إن تَنصُروا اللهَ ينصُرُکُم[134]

- موزمبيق: جمهورية موزمبيق -بالإنجليزية- Republic of Mozambique

- ميانمار: سابقًا : السعادة من خلال الوئام. حاليا لا شيء. -بالإنجليزية- Formerly Happiness through harmony. Currently none.
- المجر: سابقًا: «بعون الله من أجل الوطن والحرية»، صرخة المعركة للأمير فرانسيس الثاني ريكوزي: «بارك الله الهنغاريين!» -بالإنجليزية- formerly: "With the help of God for Homeland and Freedom", battle cry of Prince Francis II Rákóczi: "God bless the Hungarians!"

## ن
- ناميبيا: الوحدة والحرية والعدالة -بالإنجليزية- Unity, liberty, justice[135]

- ناورو: إرادة الله أولاً -بالإنجليزية- God's will first[136]

- نيبال: الأم والوطن أكبر من الجنة -بالإنجليزية- Mother and motherland are greater than heaven[137]

- نيوزيلندا: لا شيء، سابقا إلى الأمام -بالإنجليزية- none, formerly Onward[138]

- نيكاراجوا: نؤمن بالله -بالإنجليزية- In God We Trust[139]

- النيجر: الأخوة، العمل، التقدم -بالإنجليزية- Fraternity, Work, Progress[140]

- نيجيريا: الوحدة والإيمان، السلام والتقدم -بالإنجليزية- Unity and Faith, Peace and Progress[141]

- نييوي: لا يوجد شعار رسمي.

- النرويج: لا يوجد شعار رسمي. الشعار الملكي لهارالد الخامس: كل شيء للنرويج . Royal motto of Harald V : Everything for Norway[142]

- نويفو ليون: دائمًا نرتقي -بالإنجليزية- Always Ascending

- النمسا : لا يوجد شعار رسمي.
  -  الإمبراطورية النمساوية المجرية : (وحدة لا تتجزأ ولا يمكن الفصل بينها)-بالإنجليزية- (Indivisibiliter ac Inseparabiliter)[143]

## ه
- هولندا: سأحافظ -بالإنجليزية- I will maintain[144]
- الهند: الحقيقة وحدها تنتصر -بالإنجليزية- Truth alone triumphs[145]
- هايتي: الحرية، المساواة، الأخوة -بالإنجليزية- Liberty, equality, brotherhood[146]

- مملكة هاواي: يديم حياة الأرض في البِر -بالإنجليزية- The life of the land is perpetuated in righteousness[147]

- هندوراس: حرة وذات سيادة ومستقلة -بالإنجليزية- Free, sovereign and independent[148]

## و
- الشعار الوطني للولايات المتحدة هو " In God We Trust"، كما هو موضح في ظهر عملة الدولار. ويلز: (ويلز للأبد) -بالإنجليزية- (Wales Forever)[149]

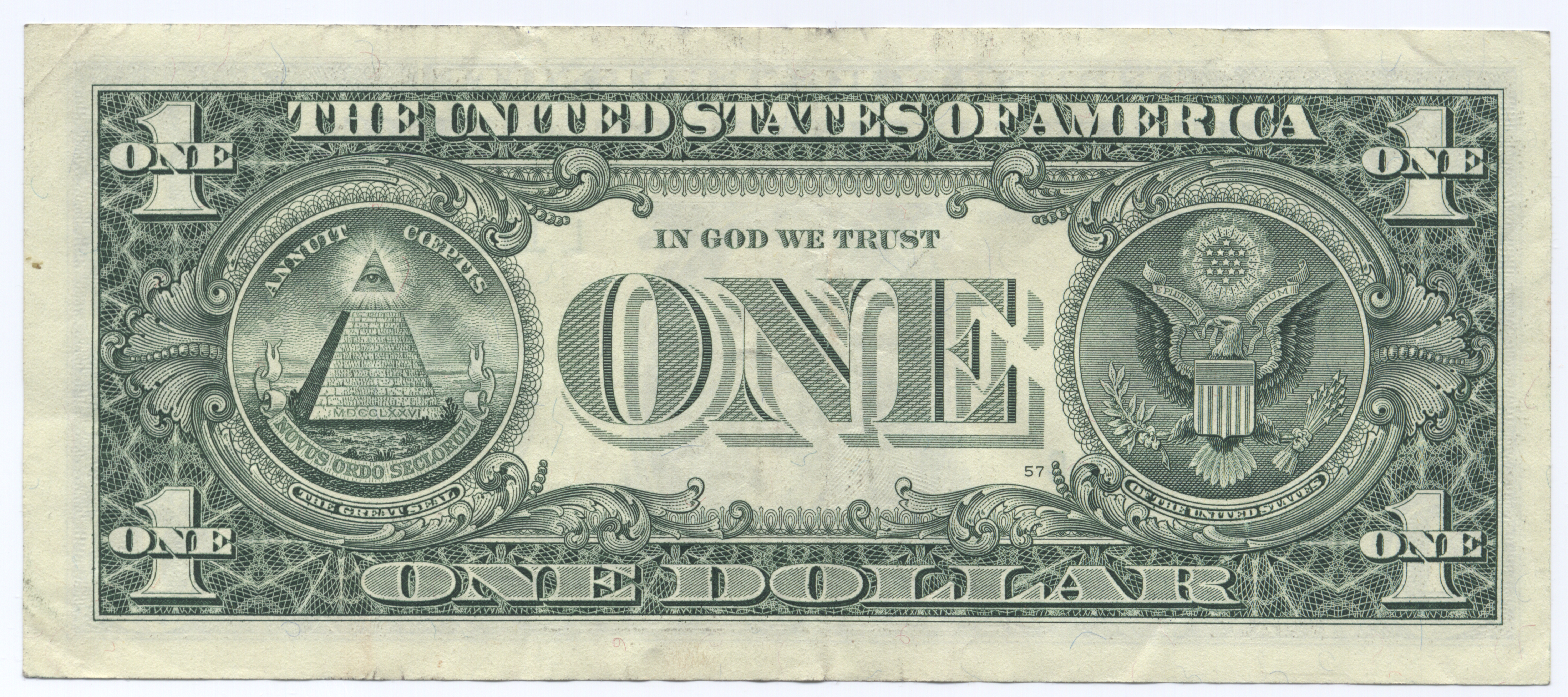
الشعار الوطني للولايات المتحدة هو " In God We Trust"، كما هو موضح في ظهر عملة الدولار.

- الولايات المتحدة: رسميًا: (نثق بالله)، تقليديًا: (من بين الكثيرين، واحد).-بالإنجليزية- official:(In God We Trust), traditional: (Out of many, one)

## ي
- اليمن: (الله، الوطن، الثورة، الوحدة) -بالإنجليزية- (God, Homeland, Revolution, Unity)
- اليابان: لا يوجد شعار رسمي.
  - اليابان القديمة: بث روح رعاية الصواب -بالإنجليزية- spread the spirit of nurturing rightness
  -  إمبراطورية اليابان: أمة منفتحة وتقوم بالمغامرة -بالإنجليزية-Open nation and do enterprising

- يوغوسلافيا: (الأخوة والوحدة) -بالإنجليزية- (Brotherhood and unity)
- اليونان: الحرية أو الموت -بالإنجليزية- Freedom or Death[150]
  -  مملكة اليونان (1832-1924 و1935-1967): حب الناس هو قوتي -بالإنجليزية- The love of the people is my strength[151]